# Резо Ебралідзе
Резо Семенович Ебралідзе (груз. რევაზ სიმონის ძე ებრალიძე; 3 серпня 1921 — 11 травня 1980) — радянський грузинський драматург, кіносценарист і письменник.
Закінчив Тбіліський державний університет. Автор сценаріїв ігрових і анімаційних фільмів.

## П'єси
- Ебралідзе Р. Куди пливуть хмари? : Комедія в 3-х д / сценічної. ред. і пров. з вантаж. А. Антокольського. — М., 1959. — 73 с. — (Від. Поширення драм. Творів ВУОАП). — 25 екз. || . — М .: Мистецтво, 1960. — 72 с. — (Репертуар худож. Самодіяльності, № 22). — 75 000 прим.
- Ебралідзе Р. Сучасна трагедія: В 4-х д., 9-ти карт / [авторизуйтесь. пров. з вантаж. М. Соболя]. — М., 1961. — 87 с. — (Від. Поширення драм. Творів ВУОАП). — 50 екз. || . — М .: Мистецтво, 1962. — 87 с. — 5000 екз.

## Фільмографія (сценарії)
- 1959 — «Ворожнеча» (анімаційний)
- 1960 — «Історія однієї дівчинки»
- 1961 — «Наречений без диплома»
- 1968 — «Місто пробуджується рано»
- 1971 — «Дівчина з камери № 25»
- 1971 — «Цотне Дадіані»
- 1972 — «Прощавай, Инессо» (новела в кіноальманаху  «Білі камні»)
- 1976 — «Втеча на світанку»
- 1977 — «Повість про абхазького хлопця»
- 1977 — «Ціна життя»
- 1978 — «Доброго здоров'я, Ерміліо» (новела в кіноальманаху «Ціна життя»)
- 1980 — «Як жити без тебе?»

## Нагороди
- Заслужений діяч мистецтв Грузинської РСР